# Sandanme
Die Sandanme-Division (jap. 三段目, Dritter Grad) ist die drittniedrigste Klasse im japanischen Sumō. Ihr gehören 200 Kämpfer an (100 in der West- und 100 in der Ostabteilung).
Anders als die Ringer der niedrigeren Ligen dürfen Angehörige der Sandanme Haori und Hakama über der Yukata tragen, was besonders im Winter eine Erleichterung darstellt. Die Holzschuhe (Geta) werden durch bequemere Sandalen (Zōri) ersetzt.